# Макаров, Григорий Николаевич (филолог)
Григо́рий Никола́евич Мака́ров (1918—1972) — советский учёный-филолог, этнограф, финно-угровед, составитель русско-карельского и карельско-русского словаря.

## Биография
Родился в крестьянской семье, карел. Участник Великой Отечественной войны.
В 1948 году окончил Карело-финский госуниверситет, в 1955 аспирантуру Карело-финского филиала АН СССР по специальности «Финский язык». В 1958 защитил кандидатскую диссертацию на тему «Именные (субстантивные) определительные словосочетания в финском литературном языке».
В разные годы работал учителем в Калининской области, корректором в редакции газеты «Punainen Karjala».
С декабря 1955 года научный сотрудник Института языка, литературы и истории Карельского научного центра РАН, на кафедре финского языка и литературы ПетрГУ вёл курсы карельского языка.